# Croy VD
| VD ist das Kürzel für den Kanton Waadt in der Schweiz. Es wird verwendet, um Verwechslungen mit anderen Einträgen des Namens Croy zu vermeiden. |

Croy ist eine politische Gemeinde im Distrikt Jura-Nord vaudois des Kantons Waadt in der Schweiz.

## Geographie
Croy liegt auf 642 m ü. M., 5 km südwestlich von Orbe und 16 km südwestlich der Bezirkshauptstadt Yverdon-les-Bains (Luftlinie). Der malerische kleine Ort ist nur gerade einen Kilometer entfernt von Romainmôtier, das durch seine Abteikirche weltberühmt ist. Das Haufendorf erstreckt sich in einer Talweitung des Nozon am Jurafuss.
Die Fläche des 4,5 km² grossen Gemeindegebiets umfasst einen Abschnitt am Jurasüdfuss. Der südwestliche Gemeindeteil wird vom Nozon durchflossen, der bei Croy eine rund 500 m breite Talniederung bildet. Rund 1 km südlich des Dorfes beginnt unterhalb des Wasserfalls Cascade du Dard ein enges canyonartiges Tal, das im Westen von den Waldhöhen Gottettes (mit 725 m ü. M. höchster Punkt von Croy) und Bec à l'Aigle (629 m ü. M.), im Osten vom Grand Chaney (656 m ü. M.) begleitet wird. Nach Osten erstreckt sich der Gemeindeboden über den Hügelrücken des Chaney auf das sich allmählich gegen die Orbeebene abdachende Jurafussplateau. Eine kleine Exklave des Gemeindegebietes liegt südlich des Dorfes am waldreichen Jurahang. Von der Gemeindefläche entfielen 1997 5 % auf Siedlungen, 48 % auf Wald und Gehölze und 47 % auf Landwirtschaft.
Zu Croy gehören einige Einzelhöfe. Die Nachbargemeinden von Croy sind im Westen und Nordwesten Romainmôtier-Envy, im Nordosten Bofflens, im Südosten Arnex-sur-Orbe und im Süden La Sarraz. Die Exklave im Südwesten der Gemeinde grenzt im Westen, Norden und Osten an Romainmôtier-Envy und im Süden ausserdem an Moiry und Ferreyres.

## Bevölkerung
Mit 397 Einwohnern (Stand 31. Dezember 2023) gehört Croy zu den kleinen Gemeinden des Kantons Waadt. Von den Bewohnern sind 94,4 % französischsprachig, 1,9 % portugiesischsprachig und 1,5 % italienischsprachig (Stand 2000). Die Bevölkerungszahl von Croy belief sich 1850 auf 268 Einwohner, 1910 auf 279 Einwohner. Danach pendelte die Einwohnerzahl während des ganzen 20. Jahrhunderts zwischen 240 und 270. Erst in den letzten Jahren wurde eine steigende Tendenz beobachtet.

## Wirtschaft
Croy war bis ins 20. Jahrhundert ein vorwiegend durch die Landwirtschaft geprägtes Dorf. Noch heute haben der Ackerbau und der Obstbau eine wichtige Bedeutung in der Erwerbsstruktur der Bevölkerung.
Durch die Wasserkraft des Nozon wurden seit dem 16. Jahrhundert Mühlen, Sägen und Eisenhämmer angetrieben. Im Steinbruch von Chaney wurde im 19. Jahrhundert Jurakalk für die Herstellung von Brunnentrögen abgebaut. Heute gibt es einige Arbeitsplätze im lokalen Kleingewerbe und im Dienstleistungssektor. Croy ist Sitz der Grands Moulins de Croy. In Croy befindet sich das bekannte Restaurant "Le Gaulois" mit ausgezeichneter, aber nicht ganz billiger Küche. In den letzten Jahrzehnten hat sich das Dorf auch zu einer Wohngemeinde entwickelt. Viele Erwerbstätige sind deshalb Wegpendler, die vor allem im Raum Orbe und Yverdon-les-Bains aber auch Lausanne arbeiten.

## Verkehr

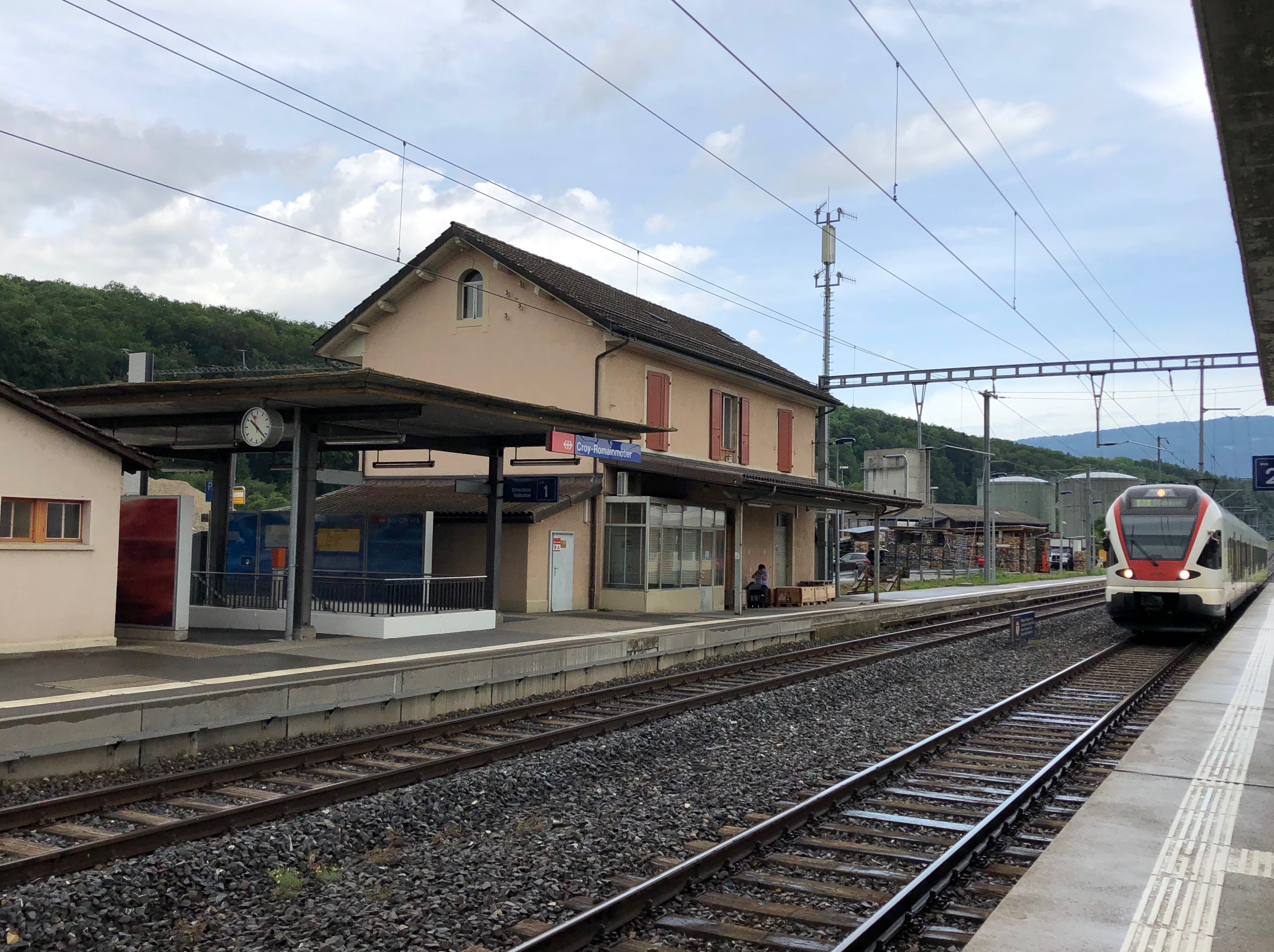
Bahnhof von Croy

Die Gemeinde ist verkehrstechnisch gut erschlossen. Sie liegt am Kreuzungspunkt der Strasse von Orbe nach Romainmôtier und der Hauptstrasse 9 von Lausanne nach Vallorbe. Am 1. Juli 1870 wurde die Eisenbahnlinie Cossonay – Vallorbe in Betrieb genommen. Am Bahnhof Croy-Romainmôtier, halten stündlich Züge Richtung Vallorbe oder Lausanne. Für die Feinverteilung im öffentlichen Verkehr sorgen Postautokurse nach L’Isle, via Romainmôtier nach Vaulion sowie nach Orbe.

## Geschichte
Das Gemeindegebiet von Croy war schon sehr früh bewohnt. Im Wald von Bellaires westlich des Nozontals wurden Überreste von Eisenschmelzöfen aus der Römerzeit und aus dem Frühmittelalter gefunden. Erst 1498 ist der Ort erstmals erwähnt, bereits unter dem heutigen Namen. Der Ortsname stammt vom altfranzösischen Wort croy für Kreuz.
Seit dem Mittelalter gehörte Croy dem Kloster Romainmôtier. Mit der Eroberung der Waadt durch Bern im Jahr 1536 wurde das Dorf Teil der Kastlanei und Landvogtei Romainmôtier. Nach dem Zusammenbruch des Ancien Régime gehörte Croy von 1798 bis 1803 während der Helvetik zum Kanton Léman, der anschliessend mit der Inkraftsetzung der Mediationsverfassung im Kanton Waadt aufging. 1798 wurde es dem Bezirk Orbe zugeteilt.

## Sehenswürdigkeiten
Croy besass früher eine kleine Kapelle, die 1536 zerstört wurde. Das Dorf gehörte stets zur Pfarrei Romainmôtier. Es besitzt einen Dorfholzofen, in dem zu bestimmten Terminen alle Bewohner Teig zum Fertigbacken bringen können. Jeden Dienstag Nachmittag wird dort frisch gebackenes Brot verkauft (ab 16:30 Uhr). Im Ortskern sind einige schöne Bauernhäuser aus dem 18. und 19. Jahrhundert erhalten.
Eine Natursehenswürdigkeit bildet der Wasserfall Cascade du Dard des Nozon. Er liegt am Pfad, der entlang dem Nozon von Croy nach Romainmôtier führt.
Etwas südlich des Ortes liegt der Pierre des Gottettes, ein mit präkeltischen Ritzungen versehener Findling.